# United Suffragists
United Suffragists fue un movimiento de sufragio femenino en el Reino Unido.

## Historia
El grupo fue fundado el 6 de febrero de 1914 por exmiembros y simpatizantes de la Unión Social y Política de las Mujeres (WSPU, por sus siglas en inglés). En contraste con la WSPU, admitía también a hombres y a sufragistas no militantes.
Entre los fundadores de United Suffragists cabe mencionar a Louisa Garrett Anderson, H.J. Gillespie, Gerald Gould, Agnes Harben y Henry Devenish Harben, Bessie Lansbury, George Lansbury, Mary Neal, Emmeline Pethick Lawrence, Julia Scurr y John Scurr, Evelyn Sharp, y Edith Ayrton. Louise Eates y Lena Ashwell también se convirtieron en miembros en 1914, y Ellen Smith, que estaba en la Sociedad Fabiana, como HJ Gillespie, que era el tesorero de United Suffragists. Maud Arncliffe Sennett se convirtió en su primera vicepresidenta.
Louisa Garrett Anderson estaba en la delegación de Edimburgo, y había otra delegación en Liverpool, apoyada por Patricia Woodlock. Helen Crawfurd formó una sucursal en Glasgow en 1915. La miembro del Partido Laborista Annie Somers también estuvo activa en la organización, y Mary Phillips trabajó con ellos durante 1915-16, y continuó desarrollándose con Suffragette Fellowship y Six Point Group. Lillian Hicks fue una ex activista militante de la WSPU que se convirtió en secretaria de la sucursal de Hampstead.
La organización United Suffragists asumióVotes for Women como su periódico. Estaba dirigido por Pethick-Lawrence y anteriormente había estado asociado con la WSPU, con Evelyn Sharp como su editora principal.
A diferencia de la WSPU, United Suffragists continuó haciendo campaña durante la Primera Guerra Mundial, y aunque la circulación de su periódico disminuyó, la organización en sí atrajo gradualmente a más miembros tanto de la antigua WPSU como de la Unión Nacional de Sociedades de Sufragio Femenino (NUWSS).
Con la introducción del sufragio femenino en 1918, el grupo se disolvió, después de realizar una celebración por la victoria, y también de participar en las celebraciones de NUWSS, y dejó de publicar su periódico.